# Vaduz
Vaduz (spreek uit als Fadoets, Alemannisch: Vadoz) is de hoofdstad van het kleine Vorstendom Liechtenstein. Niet Vaduz, maar Schaan is de grootste plaats van het land. De gemeente Vaduz heeft een oppervlakte van 17,3 km² en ligt op 455 meter boven NAP, in het dal van de Rijn met ook nog 3 exclaves. Vaduz heeft 5701 inwoners (2020).
De naam Vaduz is afkomstig uit de Reto-Romaanse taal en stamt uit de tijd toen de Romeinen de heersers waren van de provincie Raetia.
De plaatselijke voetbalclub – tevens veruit de grootste club van het land – is FC Vaduz, die zijn thuiswedstrijden net zoals het Liechtensteins voetbalelftal in het Rheinparkstadion speelt. De club speelt zijn wedstrijden in de Zwitserse competitie. Het kwam enkele seizoenen uit op het hoogste niveau in de Super League.

## Bezienswaardigheden
In Vaduz bevindt zich het bekende Kasteel Vaduz, een kasteel boven op een berg, waar de Liechtensteinse vorst Hans Adam II woont. Andere bezienswaardigheden zijn onder andere:
- Briefmarkenmuseum Vaduz
- Kunstmuseum Liechtenstein
- Liechtensteinisches Landesmuseum
- Rheinpark Stadion, het stadion van het Liechtensteins voetbalelftal en FC Vaduz
- Kathedraal van Vaduz

### Galerij

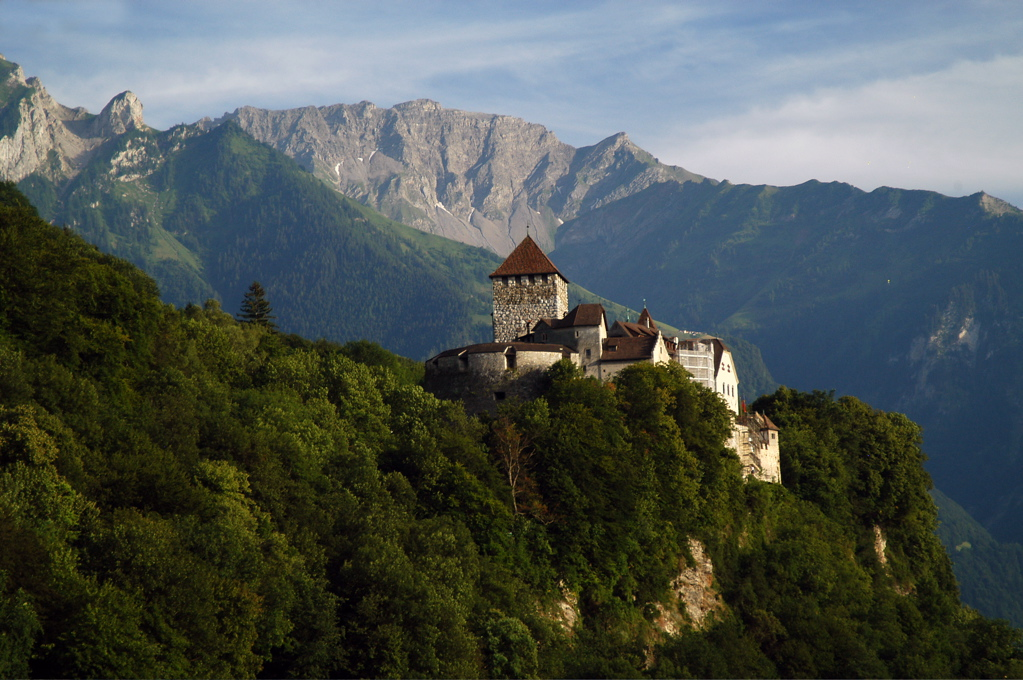
Slot Vaduz
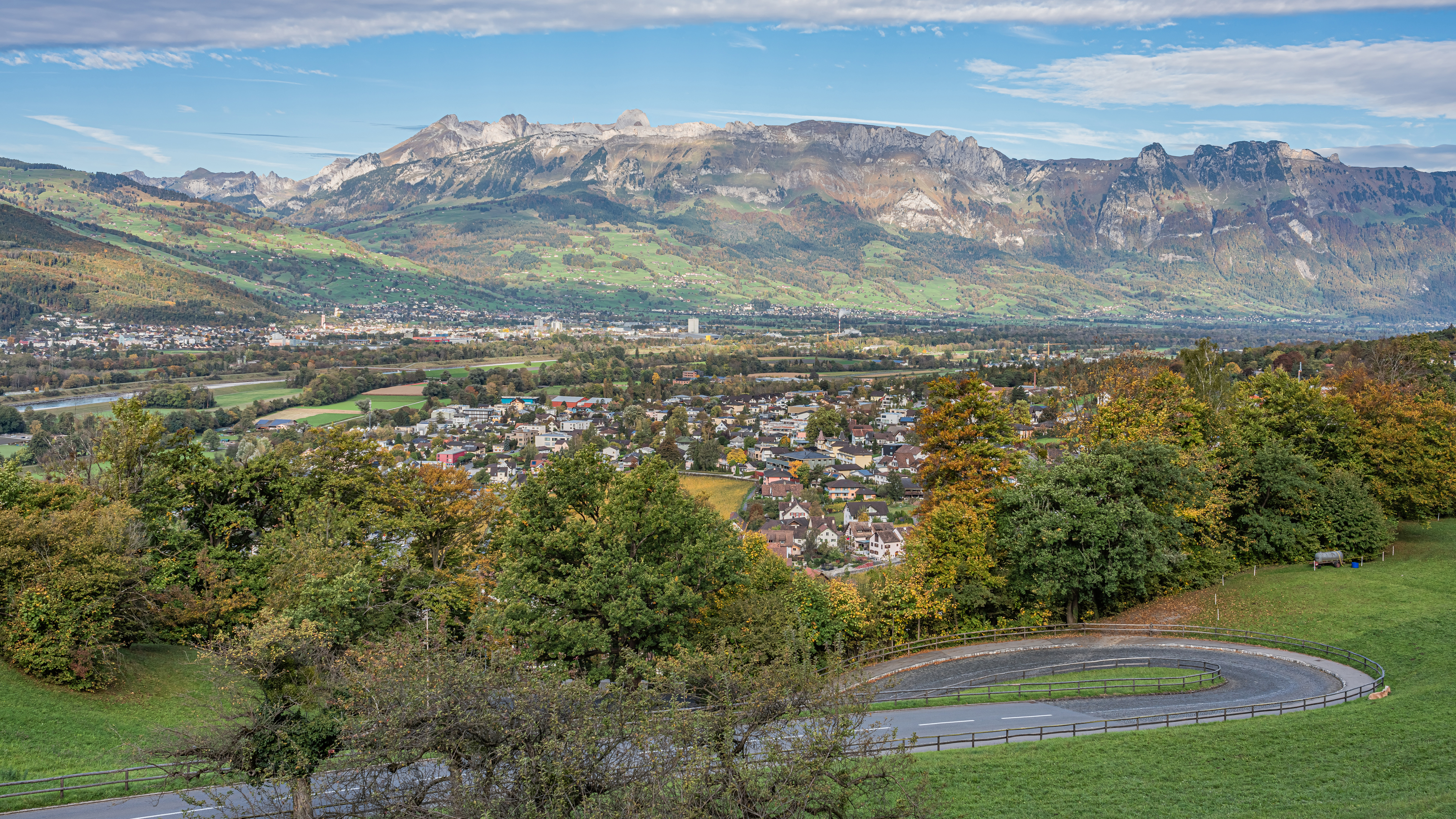
Centrum
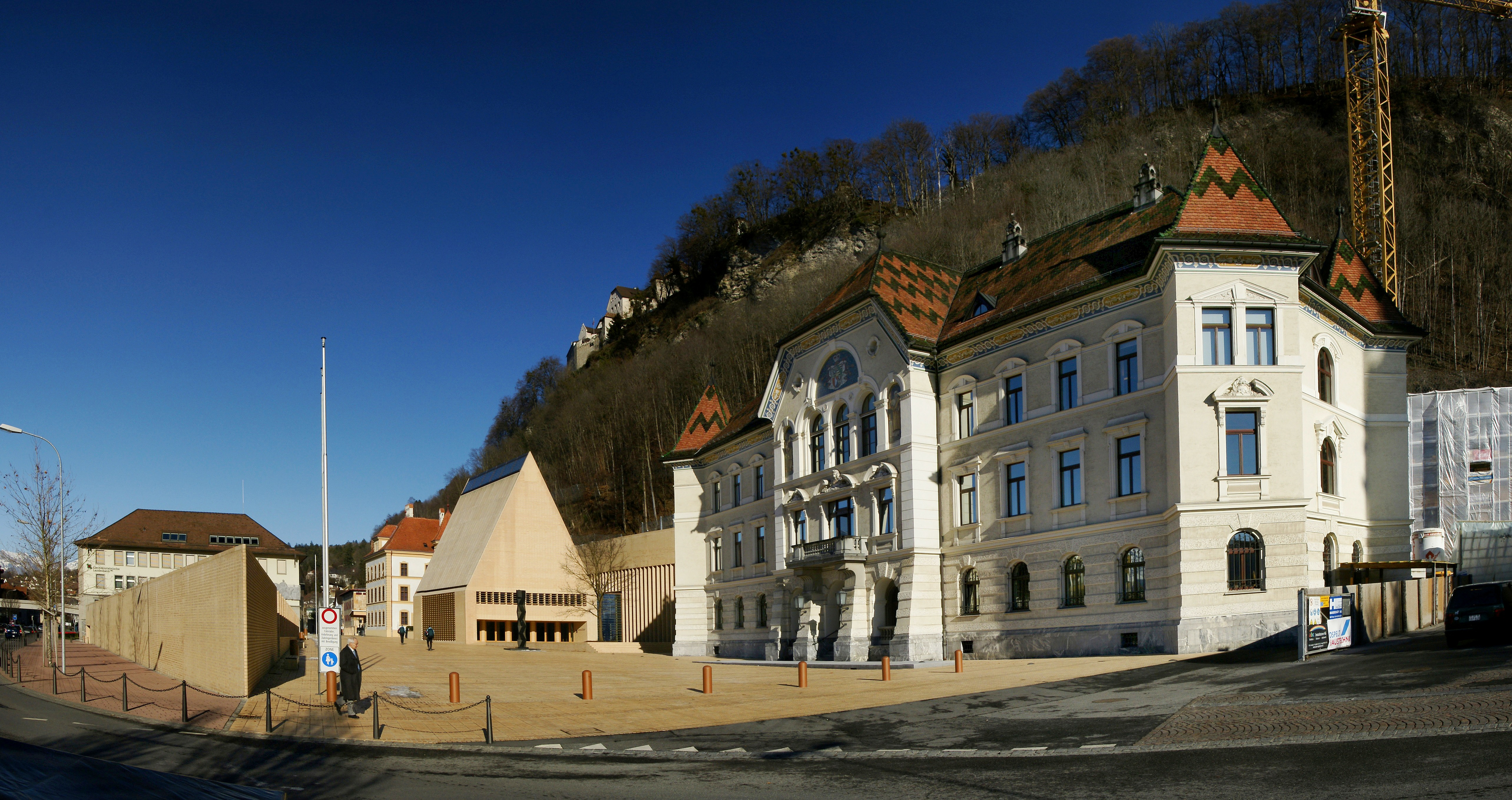
Regeringsgebouwen
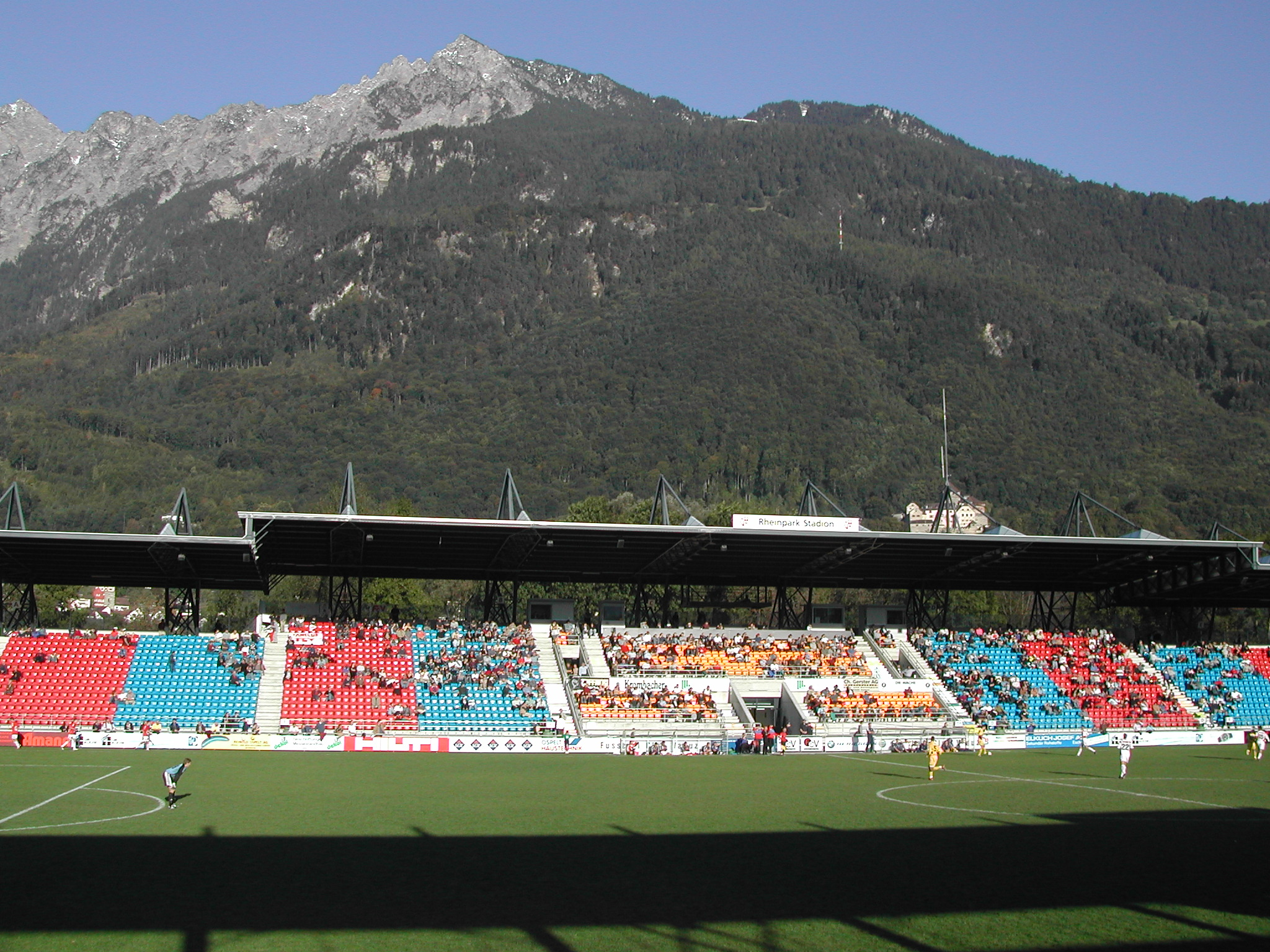
Rheinpark-Stadion
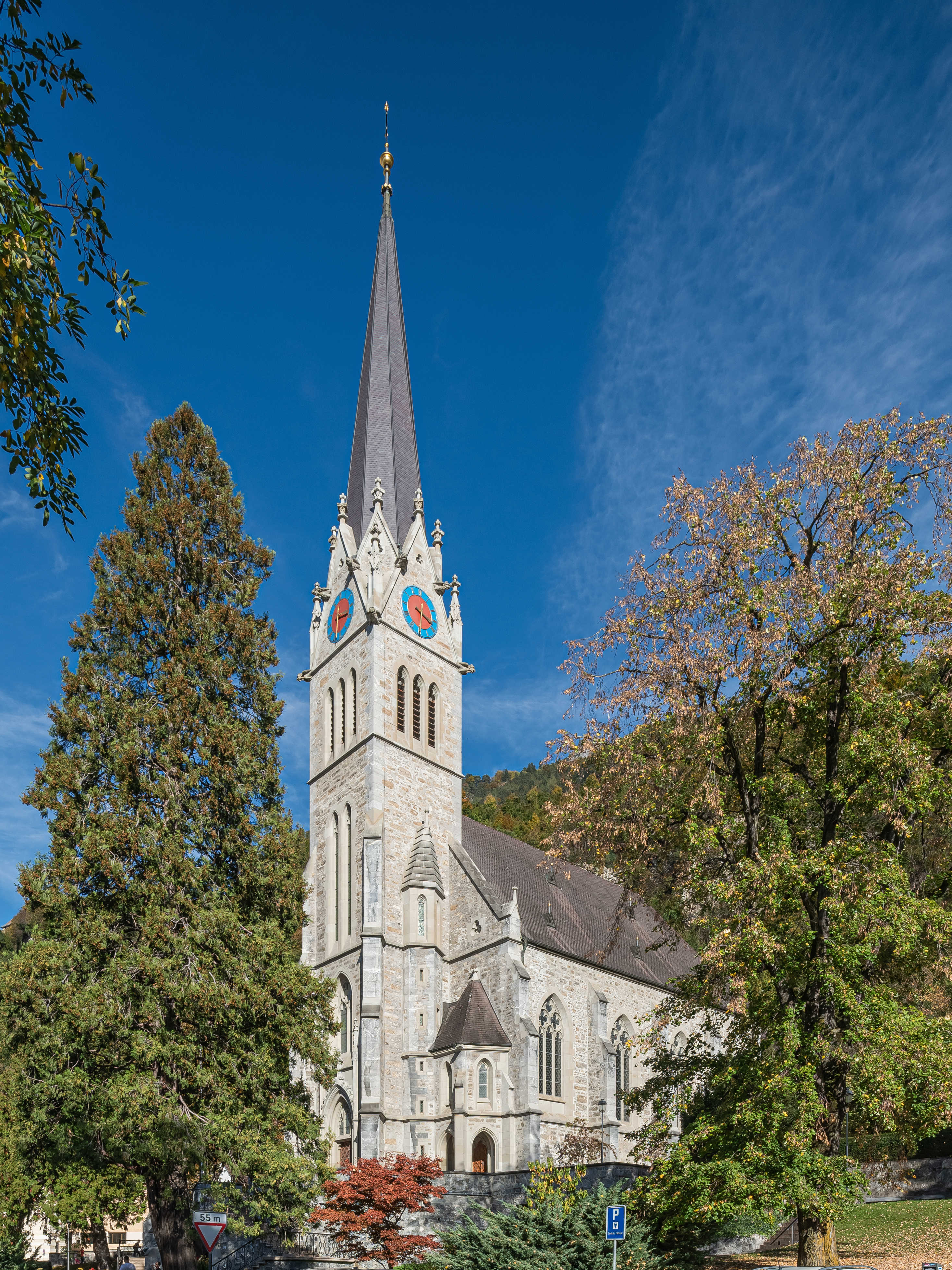
St. Florinkathedraal

## Evenementen
- Muziekfestival tijdens het cultuurweekend in juni
- Het Gourmet-weekend in oktober: 'Vaduzer Winzerfest'
- Filmfest Vaduz

## Geboren
- Joseph Rheinberger (1839–1901), componist
- Rainer Hasler (1958-2014), voetballer
- Marco Ritzberger (1986), voetballer
- Martin Büchel (1987), voetballer
- Mathias Christen (1987), voetballer
- Tina Weirather (1989), alpineskiër
- Stephanie Vogt (1990), tennisser

## Gestorven
- Xaver Frick (1913-2009), atleet en sportbestuurder